# Don Dokken
Donald Maynard Dokken, meglio conosciuto come Don Dokken (Los Angeles, 29 giugno 1953), è un cantante, produttore discografico heavy metal statunitense, noto soprattutto per essere il leader dei Dokken.
Con la sua voce melodica ha influenzato diversi cantanti heavy metal statunitensi. Oltre all'attività di cantante, si è dedicato anche alla produzione di alcune band emergenti: produsse infatti materiale dei Great White, dei Black 'N Blue, e XYZ. Si dedicò inoltre alla composizione di alcuni brani per gruppi come Shy.

## Biografia

### La prima fase dei Dokken
Fin da giovane Dokken comincia ad interessarsi alla musica. Nei tardi anni settanta, milita in una band chiamata Airborn, ed ha l'opportunità di firmare per un'etichetta tedesca. Nel 1979 riesce a pubblicare un singolo intitolato Hard Rock Woman e si avvale della collaborazione del bassista Jeff Tappen e del batterista Greg Pecka. Nello stesso anno Dokken vede in azione la band Xciter, nella quale militavano George Lynch e Mick Brown, e viene a sapere della loro intenzione di incidere del materiale originale dopo la tanta gavetta fatta suonando cover. Don ha la conferma che i tre avrebbero suonato insieme, quando, proprio grazie ad un brano degli Xciter, Paris Is Burning riescono a procurarsi un contratto discografico con l'etichetta Carrere Records (già famosa per aver prodotto i primi album dei Saxon). Don Dokken ricontatta il bassista Juan Croucier, con cui aveva già collaborato in passato, e insieme registrano il loro album di debutto Breakin' the Chains che però viene distribuito solo in Europa.
Durante il periodo in Germania, i Dokken fanno amicizia con la band tedesca Scorpions e Don ha occasione di partecipare alle registrazioni del loro album Blackout quando il loro cantante Klaus Meine viene operato alle corde vocali nel 1981. Dopo il ricovero, Meine si riprende rapidamente e completa le registrazioni ma di Don Dokken rimangono diversi cori e parti vocali di sottofondo, oltre ai pubblici ringraziamenti nei crediti dell'album. Tale amicizia si rivela tuttavia fruttuosa quando i Dokken incidono l'album, potendo sfruttare gli studio noleggiati dagli Scorpions.
Nel 1983 l'Elektra Records intuisce il valore della band e rileva i diritti della Carrere: il debutto viene registrato nuovamente anche per il mercato statunitense con la lista tracce leggermente modificata e un paio di titoli cambiati, ma non raggiunge le vendite ottenute in Europa. Tutto cambia nel 1984, l'anno di uscita del loro secondo disco Tooth and Nail, dove fa la sua comparsa il bassista Jeff Pilson (in sostituzione a Juan Croucier). L'album conquista la critica ed i sostenitori dell'heavy metal: la voce melodica di Don, assieme alla chitarra di Lynch guidano a questo punto i Dokken verso la strada del successo, fino a diventare una delle band più popolari degli anni ottanta.
L'incantesimo, tuttavia, si rompe dopo soli due anni a causa dei contrasti sempre più frequenti fra Don Dokken e George Lynch: le loro personalità sono incompatibili e l'album Back for the Attack del 1987 viene registrato senza che mai i quattro membri della band siano contemporaneamente presenti nello studio. L'album si rivela il maggior successo commerciale dei Dokken, ma tuttavia viene seguito da un tesissimo tour mondiale che fa breccia solo nei fan giapponesi (lì verrà infatti registrato l'album dal vivo Beast from the East) e a quel punto diventa evidente che l'avventura dei Dokken è giunta al termine.

### La carriera solista
All'apice del successo dei Dokken, il cantante compare come ospite anche nel progetto di beneficenza denominato Hear 'n Aid e nell'album Come Out and Play dei Twisted Sister. Herman Rarebell, allora batterista degli Scorpions, si ricorda di lui e lo fa cantare in tre brani del suo album solista Herman Ze German and Friends. Infine nel 1988, quando già l'avventura dei Dokken è prossima alla fine, Don Dokken registra una serie di demo-tape in collaborazione con Glenn Hughes, parte dei quali finiranno sull'album Up from the Ashes. Dopo lo scioglimento, Don Dokken vuole continuare il progetto a suo nome e assembla una nuova formazione. Tuttavia i vecchi membri si oppongono a questa manovra vincendo la causa e così Don si trova impossibilitato a chiamare il nuovo progetto con il suo cognome.
La nuova formazione si riduce allora a progetto solista di Don Dokken e vede schierati i chitarristi John Norum (ex-Europe) e Billy White (ex-Watchtower), il bassista Peter Baltes (ex-Accept) ed il batterista Mikkey Dee (ex-King Diamond e futuro Motörhead). Questa è la superformazione che incide l'album Up from the Ashes nel 1990, dallo stile molto simile a quello dei Dokken. Il tour dura un anno e produce numerosi bootleg ma la collaborazione non prosegue oltre. Nei fine anni '80 Don Dokken è anche occasionalmente produttore, collaborando con gli XYZ e producendo il loro debutto omonimo XYZ nel 1989.
Nonostante l'impegno della riunione dei Dokken, il cantante non perde occasione nel 1994 di prestare la sua voce all'album tributo dei Deep Purple (dove esegue Fireball in coppia col chitarrista Reb Beach) e successivamente al progetto solista dell'ex Loudness Munetake Higuchi (appare nel brano Tell me True eseguito in coppia con Billy Sheehan). Bisogna attendere infine il 1999 per ascoltare Don Dokken solista nell'album tributo di Alice Cooper (in cui esegue I'm Eighteen coadiuvato da John Norum) e l'anno successivo nel brano Crescent Moon, registrato in coppia col chitarrista Paul Gilbert per l'album Mikazuki in Rock.

### La reunion dei Dokken
Nel tardo 1993, Don inizia a riallacciare i rapporti con Mick Brown, che aveva da poco chiuso l'esperienza con i Lynch Mob, band fondata da George Lynch successivamente allo scioglimento dei Dokken. Assieme al bassista Jeff Pilson, iniziano a comporre nuovo materiale per un eventuale riunione dei Dokken. Finalmente nel 1994, il materiale realizzato giunge a George Lynch, che ne rimane colpito. Lynch decide così di raggiungere il trio e riprende forma la storica formazione dei Dokken. George Lynch resiste per due album e Jeff Pilson uno solo in più ma, attraverso alcuni cambi di formazione che coinvolgono Reb Beach, John Norum e Alex De Rosso, la band continua a resistere negli anni.
Nel 2008 i Dokken danno alle stampe il loro undicesimo album dal titolo emblematico: Lightning Strikes Again, come il nome di un loro vecchio brano. Alla chitarra è accompagnato da Jon Levin (ex-Doro), alla batteria dal fido Mick Brown e al basso da Barry Sparks. Il disco viene positivamente accolto dalla critica specializzata come non accadeva da diverso tempo al gruppo
Il 12 febbraio 2008 Don è apparso come ospite speciale durante un concerto dei Queensrÿche. Nel frattempo il cantante annuncia la prossima pubblicazione del secondo album solista dal titolo di Solitary, che vedrà la luce il 21 ottobre 2008.

## Discografia

### Da solista
- 1990 - Up from the Ashes
- 2008 - Solitary

### Altri album
- 1982 - Scorpions - Blackout
- 1983 - Great White - Out of the Night
- 1985 - Twisted Sister - Come Out and Play
- 1985 - Artisti Vari - Hear 'n Aid
- 1986 - Herman Rarebell - Herman Ze German and Friends
- 1990 - Artisti Vari - Far Out Man
- 1993 - George Lynch - Sacred Groove
- 1997 - Munetake Higuci and Dream Castle - Free World
- 2000 - Mikazuki - Mikazuki in Rock
- 2000 - Vanden Plas - Spirit of Live
- 2005 - George Lynch - The Lost Anthology
- 2005 - Kelly Keeling - Giving Sight to the Eye
- 2007 - George Lynch - Guitar Slinger
- 2007 - Artisti Vari - Monster Ballads Christmas

### Tribute album
- 1994 - Smoke on the Water: A Tribute to Deep Purple
- 1999 - Humanary Stew: A Tribute to Alice Cooper
- 2006 - Welcome to the Nightmare: An All Star Salute to Alice Cooper